# Председништво Привремене народне скупштине ДФЈ
Председништво Привремене народне скупштине ДФЈ било је орган Привремене народне скупштине ДФЈ, од августа до новембра 1945. године. Формирано је на Трећем заседању АВНОЈ, прерастањем Антифашистичког већа народног ослобођења Југославије у Привремену народну скупштину, Председништво АВНОЈ-а постало је Председништво Привремене народне скупштине.
Председништво је попут Председништва АВНОЈ-а, представљало „малу скупштину“, која је могла доносити законе и друге уредбе у име Привремене народне скупштине, којој је одговарало за рад, подносећи му одлуке на потврду.  Након парламентарних избора, конституисана је 29. новембра 1945. Уставотворна скупштина, а 1. децембра 1945. изабрано је њено Председништво које је усвајањем Устава ФНРЈ, 31. јануара 1946. претворено у Президијум Народне скупштине.

## Рад
Након завршетка заседања Привремене народне скупштине, 26. августа 1945. даљу улогу скупштине имало је њено Председништво. Оно је 31. августа 1945. расписало изборе за Уставотворну скупштину ДФЈ за 11. новембар, а потом и донело више закона — Закон о регулисању платног промета са иностранством, Закон о располагању државним приходима и Закон о таксама, 2. септембра и Закон о буџету и Закон о кредитном пословању, 26. октобра 1945. године. Указом Председништва Привремене народне скупштине од 26. октобра 1945. распуштена је Привремена народна скупштина ДФЈ. 

## Чланови
Председништво АВНОЈ-а изабрано на Трећем заседању АВНОЈ-а, 9. августа 1945. у Београду, бројало је укупно 78 људи, од чега — један председник, шест потпредседника, два секретара и 69 чланова. Задњег дана заседања, 10. августа Антифашистичко веће народног ослобођења Југославије прерасло је у Привремену народну скупштину Демократске Федеративне Југославије (ДФЈ), а њено Председништво у Председништво Привремене народне скупштине. Постојало је укупно 115 дана, до 1. децембра 1945. када је на заседању Уставотворне скупштине ДФЈ изабрано Председништво Уставотворне скупштине, које је након доношења Устава ФНРЈ 31. јануара 1946. преименовано у Президијум Народне скупштине ФНРЈ.
| Списак чланова Председништва АВНОЈ и Председништва Привремене народне скупштине од 9. августа до 1. децембра 1945. | Списак чланова Председништва АВНОЈ и Председништва Привремене народне скупштине од 9. августа до 1. децембра 1945. | Списак чланова Председништва АВНОЈ и Председништва Привремене народне скупштине од 9. августа до 1. децембра 1945. | Списак чланова Председништва АВНОЈ и Председништва Привремене народне скупштине од 9. августа до 1. децембра 1945. | Списак чланова Председништва АВНОЈ и Председништва Привремене народне скупштине од 9. августа до 1. децембра 1945. | Списак чланова Председништва АВНОЈ и Председништва Привремене народне скупштине од 9. августа до 1. децембра 1945. | Списак чланова Председништва АВНОЈ и Председништва Привремене народне скупштине од 9. августа до 1. децембра 1945. | Списак чланова Председништва АВНОЈ и Председништва Привремене народне скупштине од 9. августа до 1. децембра 1945. | Списак чланова Председништва АВНОЈ и Председништва Привремене народне скупштине од 9. августа до 1. децембра 1945. | Списак чланова Председништва АВНОЈ и Председништва Привремене народне скупштине од 9. августа до 1. децембра 1945. |
| број | име и презиме | године живота | функција | област коју предсавља                                                                                              | политичка странка                                                                                                  | члан претходног Председништва                                                                                      | члан наредног Председништва                                                                                        | напомена | реф. |
| --- | --- | --- | --- | --- | --- | --- | --- | --- | --- |
| 1 | Иван Рибар | 1881—1968. | председник | Хрватска | Демократска левица                                                                                                 | да | да | | |
| 2 | Димитар Влахов | 1878—1953. | потпредседник | Македонија | КП Југославије | да | да | | |
| 3 | Марко Вујачић | 1889—1974. | потпредседник | Црна Гора | Земљорадничка странка                                                                                              | да | да | | |
| 4 | Филип Лакуш | 1888—1958. | потпредседник | Хрватска | Хрватска сељачка странка                                                                                           | да | да | | |
| 5 | Моша Пијаде | 1890—1957. | потпредседник | Србија | КП Југославије | да | да | | |
| 6 | Јосип Рус | 1893—1985. | потпредседник | Словенија | независни | да | да | | |
| 7 | Авдо Хумо | 1914—1983. | потпредседник | Босна и Херцеговина                                                                                                | КП Југославије | не | да | | |
| 8 | Омер Глухић | 1912—1998. | секретар | Босна и Херцеговина                                                                                                | независни | не | не | | |
| 9 | Миле Перуничић | 1890—1961. | секретар | Црна Гора | Демократска странка                                                                                                | не | да | | |
| 10 | Кемал Аголи | 1918— | члан | Македонија | КП Албаније | не | не | | |
| 11 | Методије Андонов Ченто                                                                                             | 1902—1957. | члан | Македонија | независни | да | не | | |
| 12 | Бане Андрејев | 1905—1980. | члан | Македонија | КП Југославије | не | не | | |
| 13 | Михаило Апостолски                                                                                                 | 1906—1987. | члан | Македонија | КП Југославије | да | не | | |
| 14 | Спасенија Цана Бабовић                                                                                             | 1907—1977. | члан | Србија | КП Југославије | да | не | | |
| 15 | Владимир Бакарић                                                                                                   | 1912—1983. | члан | Хрватска | КП Југославије | да | да | | |
| 16 | Франце Бевк | 1890—1970. | члан | Словенија | независни | да | не | | |
| 17 | Јуре Бегић | 1890—1954. | члан | Босна и Херцеговина                                                                                                | независтан | не | не | | |
| 18 | Јосип Броз Тито | 1892—1980. | члан | Југославија | КП Југославије | да | да | | |
| 19 | Васо Бутозан | 1902—1974. | члан | Босна и Херцеговина                                                                                                | КП Југославије | да | не | | |
| 20 | Јован Веселинов | 1906—1982. | члан | Војводина | КП Југославије | не | не | | |
| 21 | Јосип Видмар | 1895—1992. | члан | Словенија | независни | да | не | | |
| 22 | Јоже Вилфан | 1908—1987. | члан | Словенија | КП Југославије | не | не | | |
| 23 | Тодор Вујасиновић                                                                                                  | 1904—1988. | члан | Босна и Херцеговина                                                                                                | КП Југославије | не | не | | |
| 24 | Фрањо Гажи | 1900—1964. | члан | Хрватска | Хрватска сељачка странка                                                                                           | не | не | | |
| 25 | Киро Глигоров | 1917—2012. | члан | Македонија | КП Југославије | не | не | | |
| 26 | Михаило Грбић | 1902—1971. | члан | Црна Гора | независни | не | не | | |
| 27 | Јаков Гргурић | 1879—1955. | члан | Хрватска | Хрватска сељачка странка                                                                                           | не | не | | |
| 28 | Павле Грегорић | 1892—1989. | члан | Хрватска | КП Југославије | да | не | | |
| 29 | Милан Грол | 1876—1952. | члан | Србија | Демократска странка                                                                                                | не | не | поднео оставку 25.8.1945.                                                                                          | |
| 30 | Пеко Дапчевић | 1913—1999. | члан | Црна Гора | КП Југославије | не | не | | |
| 31 | Милован Ђилас | 1911—1995. | члан | Црна Гора | КП Југославије | да | да | | |
| 32 | Трипко Жугић | 1887—1947. | члан | Црна Гора | Демократска странка                                                                                                | не | не | | |
| 33 | Сретен Жујовић | 1899—1976. | члан | Србија | КП Југославије | да | да | | |
| 34 | Вељко Зековић | 1906—1985. | члан | Црна Гора | КП Југославије | не | не | | |
| 35 | Влада Зечевић | 1903—1970. | члан | Србија | Демократска странка                                                                                                | да | да | | |
| 36 | Душан Ивовић | 1996—1959. | члан | Црна Гора | Земљорадничка странка                                                                                              | не | не | | |
| 37 | Јосип Јерас | 1891—1967. | члан | Словенија | независни | да | не | | |
| 38 | Блажо Јовановић | 1907—1976. | члан | Црна Гора | КП Југославије | не | не | | |
| 39 | Драгољуб Јовановић                                                                                                 | 1895—1977. | члан | Србија | Земљорадничка странка                                                                                              | не | да | | |
| 40 | Осман Карабеговић                                                                                                  | 1911—1996. | члан | Босна и Херцеговина                                                                                                | КП Југославије | да | не | | |
| 41 | Едвард Кардељ | 1910—1979. | члан | Словенија | КП Југославије | да | да | | |
| 42 | Војислав Кецмановић                                                                                                | 1881—1961. | члан | Босна и Херцеговина                                                                                                | Самостална демократска странка                                                                                     | да | не | | |
| 43 | Борис Кидрич | 1912—1953. | члан | Словенија | КП Југославије | да | да | | |
| 44 | Лазар Колишевски                                                                                                   | 1914—2000. | члан | Македонија | КП Југославије | не | да | | |
| 45 | Сава Косановић | 1894—1956. | члан | Хрватска | Самостална демократска странка                                                                                     | не | да | | |
| 46 | Иван Крајачић | 1906—1986. | члан | Хрватска | КП Југославије | да | не | | |
| 47 | Вицко Крстуловић                                                                                                   | 1905—1988. | члан | Хрватска | КП Југославије | не | не | | |
| 48 | Хуснија Курт | 1900—1959. | члан | Босна и Херцеговина                                                                                                | независни | да | не | | |
| 49 | Франц Лескошек | 1897—1983. | члан | Словенија | КП Југославије | да | не | | |
| 50 | Блажо Марковић | 1905—1949. | члан | Црна Гора | КП Југославије | не | не | | |
| 51 | Венко Марковски | 1915—1988. | члан | Македонија | независтан | не | не | | |
| 52 | Миха Маринко | 1900—1983. | члан | Словенија | КП Југославије | не | не | | |
| 53 | Метод Микуж | 1909—1982. | члан | Словенија | независтан | да | не | | |
| 54 | Милош Московљевић                                                                                                  | 1884—1968. | члан | Србија | Земљорадничка странка                                                                                              | не | не | | |
| 55 | Владимир Назор | 1876—1949. | члан | Хрватска | независтан | да | не | | |
| 56 | Мара Нацева | 1920—2013. | члан | Македонија | КП Југославије | не | не | | |
| 57 | Благоје Нешковић                                                                                                   | 1907—1984. | члан | Србија | КП Југославије | да | да | | |
| 58 | Станко Опачић | 1903—1994. | члан | Хрватска | КП Југославије | да | не | | |
| 59 | Саво Оровић | 1888—1974. | члан | Црна Гора | КП Југославије | не | не | | |
| 60 | Раде Прибићевић | 1896—1953. | члан | Хрватска | Самостална демократска странка                                                                                     | да | не | | |
| 61 | Јаша Продановић | 1967—1947. | члан | Србија | Републиканска странка                                                                                              | не | да | | |
| 62 | Ђуро Пуцар | 1899—1979. | члан | Босна и Херцеговина                                                                                                | КП Југославије | да | да | | |
| 63 | Александар Ранковић                                                                                                | 1909—1983. | члан | Србија | КП Југославије | да | да | | |
| 64 | Милош Рашовић | 1893—1988. | члан | Црна Гора | независтан | не | не | | |
| 65 | Владислав Рибникар                                                                                                 | 1900—1955. | члан | Србија | независтан | да | не | | |
| 66 | Лазар Соколов | 1914—1984. | члан | Македонија | КП Југославије | не | не | | |
| 67 | Златан Сремец | 1898—1971. | члан | Хрватска | Хрватска сељачка странка                                                                                           | да | да | | |
| 68 | Петар Стамболић | 1912—2007. | члан | Србија | КП Југославије | да | не | | |
| 69 | Синиша Станковић                                                                                                   | 1892—1974. | члан | Србија | независтан | не | да | | |
| 70 | Јован Ћетковић | 1889—1963. | члан | Црна Гора | Земљорадничка странка                                                                                              | не | не | | |
| 71 | Тоне Фајфар | 1913—1981. | члан | Словенија | независтан | да | не | | |
| 72 | Сулејман Филиповић                                                                                                 | 1896—1971. | члан | Босна и Херцеговина                                                                                                | независтан | не | да | | |
| 73 | Фране Фрол | 1899—1989. | члан | Хрватска | Хрватска сељачка странка                                                                                           | да | да | | |
| 74 | Андрија Хебранг | 1899—1949. | члан | Хрватска | КП Југославије | да | да | | |
| 75 | Фадиљ Хоџа | 1916—2001. | члан | Косово | КП Југославије | не | не | | |
| 76 | Родољуб Чолаковић                                                                                                  | 1900—1983. | члан | Босна и Херцеговина                                                                                                | КП Југославије | да | да | | |
| 77 | Емануел Чучков | 1901—1967. | члан | Македонија | независтан | не | не | | |
| 78 | Иван Шубашић | 1892—1956. | члан | Хрватска | Хрватска сељачка странка                                                                                           | не | не | поднео оставку 17.10.1945.                                                                                         | |